# Donnie Darko
Donnie Darko är en science fiction-dramafilm från 2001, skriven och regisserad av Richard Kelly. Den blev klassad som "R" av MPAA för språkbruk, våld och droger.
Filmen fick 2009 en uppföljare, S. Darko.

## Handling
16-årige Donnie är inte direkt den typiske amerikanske tonårskillen, han ser och upplever underliga saker, saker som är menade för honom. 
En natt faller en flygplansmotor ner i Donnies hus, av en tillfällighet blir han räddad av en man i kanindräkt som heter Frank. Frank säger att världen kommer att gå under om 28 dagar, 6 timmar, 42 minuter och 12 sekunder. Frank meddelar Donnie att han nu har en annan, högre mening med livet. Frank säger åt honom vad han ska göra och Donnie lyder för att han dels känner en tacksamhetsskuld till Frank och dels för att han nu ser en mening med livet. 
Filmen grundar sig även på Deus Ex Machina. (Som kan tolkas som Guds handling "An act of God".) Donnie blir tack vare Frank väldigt intresserad av tidsresor och han inser så småningom att han är avsedd att förändra något, frågan är bara vad?

## Musik
Gary Jules spelade tillsammans med Michael Andrews in en cover på Tears for Fears låt Mad World till filmen.

## Rollista
| Jake Gyllenhaal    | – Donnie Darko         |
| Jena Malone        | – Gretchen Ross        |
| James Duval        | – Frank                |
| Maggie Gyllenhaal  | – Elizabeth Darko      |
| Mary McDonnell     | – Rose Darko           |
| Holmes Osborne     | – Eddie Darko          |
| Katharine Ross     | – Dr. Lilian Thurman   |
| Drew Barrymore     | – Karen Pomeroy        |
| Ashley Tisdale     | – Kim                  |
| Noah Wyle          | – Kenneth Monnitoff    |
| Patrick Swayze     | – Jim Cunningham       |
| Daveigh Chase      | – Samantha "Sam" Darko |
| Beth Grant         | – Kitty Farmer         |
| Stuart Stone       | – Ronald Fisher        |
| Alex Greenwald     | – Seth Devlin          |
| Seth Rogen         | – Ricky Danforth       |
| Patience Cleveland | – Roberta Sparrow      |
| Jolene Purdy       | – Cherita Chen         |
| Jerry Trainor      | – Lanky Kid            |